# Veronica orsiniana
Veronica orsiniana är en grobladsväxtart. Veronica orsiniana ingår i släktet veronikor, och familjen grobladsväxter.

## Underarter
Arten delas in i följande underarter:
- V. o. orsiniana
- V. o. teucrioides
- V. o. verdagueri

## Bildgalleri

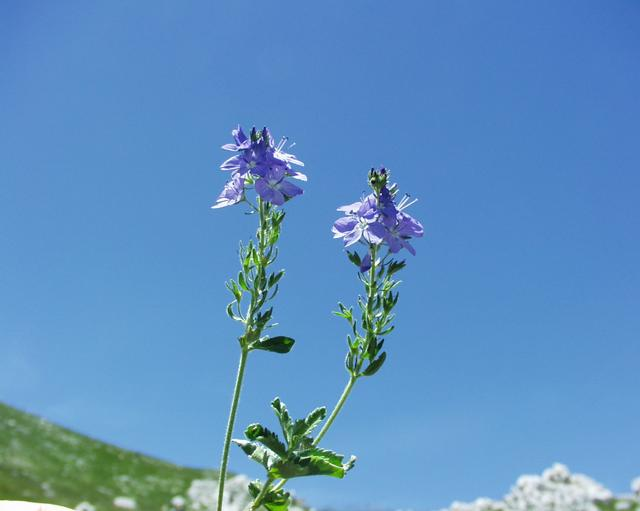
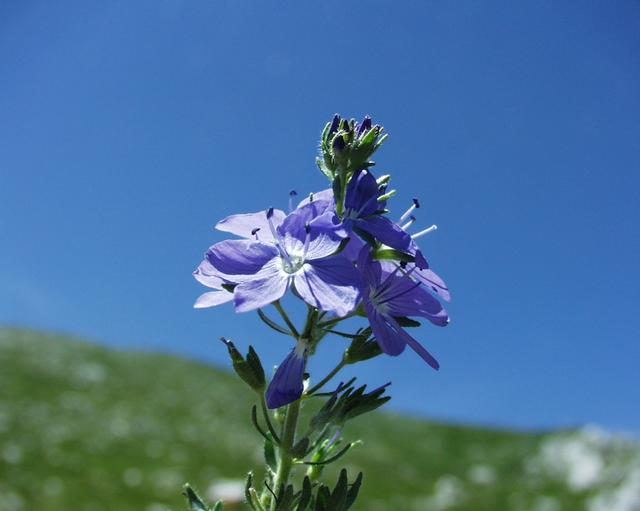